# 戚海蓉
戚海蓉（1970年—）是一位美国华人计算机科学家。

## 生平
1970年出生于中国，1992年获得北方交通大学计算机科学学士学位，1995年获得同校计算机科学硕士学位，1999年获得北卡罗来纳州立大学计算机工程博士学位。同年加入田纳西大学电气工程与计算机科学系助教授，2005年升任副教授，2011年升任教授，2014年被选为冈萨雷斯家族教授。

## 荣誉
2018年被授予美国电气电子工程师学会会士。